# Taça Brasil de Futebol Feminino
A Taça Brasil de Futebol Feminino foi uma competição amadora disputada entre equipes femininas, que durou entre 1983 a 2007, quando foi criada a Copa do Brasil de Futebol Feminino. A competição foi criada  como uma iniciativa da Confederação Brasileira de Futebol (CBF) para promover e desenvolver o futebol feminino no país.

## Histórico do evento
A Taça Brasil de Futebol Feminino consistia em uma emocionante competição envolvendo equipes de diversos estados do Brasil, as quais conquistavam o direito de participar mediante sua classificação nos respectivos torneios estaduais. Este evento esportivo abrangia diversas etapas, compreendendo não apenas a fase de grupos, mas também as empolgantes fases eliminatórias, culminando finalmente na eletrizante disputa pelo prestigiado título .
Entre os renomados clubes que se tornaram figuras cativas na Taça Brasil, encontravam-se o Santos, São José, Flamengo, Corinthians, entre outros, todos eles tradicionalmente engajados no cenário do futebol feminino brasileiro. Essa competição desempenhava um papel fundamental como vitrine para as talentosas jogadoras do Brasil, sendo escolhida como plataforma por muitas das mais destacadas atletas do país para demonstrarem suas habilidades e conquistarem o reconhecimento merecido .

## Edições

### Taça Brasil de Futebol Feminino

#### Títulos por equipe
| Clube               | Títulos                                 | Vices    | 3º lugar | 4º lugar |
| ------------------- | --------------------------------------- | -------- | -------- | -------- |
| Radar               | 6 (1983, 1984, 1985, 1986, 1987 e 1988) | 0        | 0        | 0        |
| Internacional       | 0                                       | 1 (1985) | 1 (1984) | 0        |
| Vila Dimas          | 0                                       | 1 (1987) | 1 (1988) | 0        |
| Ponto Frio          | 0                                       | 1 (1983) | 0        | 0        |
| Atlético Mineiro    | 0                                       | 1 (1984) | 1 (1985) | 0        |
| Seleção de Brasília | 0                                       | 1 (1986) | 0        | 0        |
| Sul América         | 0                                       | 1 (1988) | 0        | 0        |
| Corinthians         | 0                                       | 0        | 1 (1983) | 0        |
| ABA                 | 0                                       | 0        | 1 (1986) | 0        |
| Portuguesa          | 0                                       | 0        | 1 (1987) | 0        |
| Cruzeiro            | 0                                       | 0        | 0        | 1 (1983) |
| São Paulo           | 0                                       | 0        | 0        | 0 (1984) |
| Tuna Luso           | 0                                       | 0        | 0        | 1 (1985) |
| Seleção do Pará     | 0                                       | 0        | 0        | 1 (1987) |
| Independente-PA     | 0                                       | 0        | 0        | 1 (1988) |

### Troféu Brasil de Clubes

#### Títulos por equipe
| Clube | Títulos  | Vices | 3º lugar | 4º lugar |
| ----- | -------- | ----- | -------- | -------- |
| Saad  | 1 (1989) | 0     | 0        | 0        |

### Torneio Nacional

#### Títulos por equipe
| Clube            | Títulos  | Vices    | 3º lugar | 4º lugar |
| ---------------- | -------- | -------- | -------- | -------- |
| Independente-PA  | 1 (1990) | 0        | 0        | 0        |
| Sul América      | 1 (1991) | 0        | 0        | 0        |
| Vasco da Gama    | 0        | 1 (1990) | 0        | 0        |
| Águas de Lindóia | 0        | 0        | 1 (1990) | 0        |

### Torneio de Futebol Feminino

#### Títulos por equipe
| Clube | Títulos  | Vices | 3º lugar | 4º lugar |
| ----- | -------- | ----- | -------- | -------- |
| Saad  | 1 (1991) | 0     | 0        | 0        |

### Taça Brasil de Clubes

#### Títulos por equipe
| Clube         | Títulos  | Vices    | 3º lugar | 4º lugar |
| ------------- | -------- | -------- | -------- | -------- |
| Vasco da Gama | 1 (1993) | 0        | 0        | 0        |
| Saad          | 0        | 1 (1993) | 0        | 0        |

### Campeonato Nacional de Futebol Feminino

#### Títulos por equipe
| Clube         | Títulos               | Vices           | 3º lugar             | 4º lugar      |
| ------------- | --------------------- | --------------- | -------------------- | ------------- |
| Vasco da Gama | 3 (1994, 1995 e 1998) | 1 (1996)        | 1 (1997)             | 1 (1999/2000) |
| Portuguesa    | 1 (1999/2000)         | 1 (1997 e 1998) | 0                    | 0             |
| São Paulo     | 1 (1997)              | 0               | 1 (1999/2000)        | 1 (1998)      |
| MS/Saad       | 1 (1996)              | 0               | 0                    | 0             |
| Santa Isabel  | 1 (2001)              | 0               | 0                    | 0             |
| Euroexport    | 0                     | 1 (1994)        | 0                    | 0             |
| Palmeiras     | 0                     | 1 (1999/2000)   | 0                    | 0             |
| Matonense     | 0                     | 1 (2001)        | 0                    | 0             |
| Internacional | 0                     | 0               | 3 (1996, 1998, 2001) | 0             |
| Aliança       | 0                     | 0               | 0                    | 1 (1996)      |
| Corinthians   | 0                     | 0               | 0                    | 1 (1997)      |
| Grêmio        | 0                     | 0               | 0                    | 1 (2001)      |

### Circuito Brasileiro de Futebol Feminino

#### Títulos por equipe
| Clube                            | Títulos  | Vices    | 3º lugar | 4º lugar |
| -------------------------------- | -------- | -------- | -------- | -------- |
| MS/Saad                          | 1 (2003) | 0        | 0        | 0        |
| Seleção Brasileira Universitária | 0        | 1 (2003) | 0        | 0        |
| Santos                           | 0        | 0        | 1 (2003) | 0        |
| CFZ                              | 0        | 0        | 0        | 1 (2003) |

### Liga Nacional de Futebol Feminino

#### Títulos por equipe
| Clube               | Títulos  | Vices    | 3º lugar | 4º lugar |
| ------------------- | -------- | -------- | -------- | -------- |
| Botucatu            | 1 (2006) | 1 (2007) | 0        | 0        |
| Santos              | 1 (2007) | 0        | 0        | 0        |
| Duque de Caxias     | 0        | 1 (2006) | 0        | 1 (2007) |
| AJA/Grêmio Motorola | 0        | 0        | 1 (2006) | 0        |
| MS/Saad             | 0        | 0        | 1 (2007) | 1 (2006) |

## Títulos no Geral
| Clube                            | Títulos                                 | Vices           | 3º lugar                    | 4º lugar        |
| -------------------------------- | --------------------------------------- | --------------- | --------------------------- | --------------- |
| Radar                            | 6 (1983, 1984, 1985, 1986, 1987 e 1988) | 0               | 0                           | 0               |
| Saad MS/Saad                     | 4 (1989, 1991, 1996 e 2003)             | 1 (1993)        | 1 (2007)                    | 1 (2006)        |
| Vasco da Gama                    | 4 (1993, 1994, 1995 e 1998)             | 2 (1990 e 1996) | 1 (1997)                    | 1 (1999/2000)   |
| Portuguesa                       | 1 (1999/2000)                           | 2 (1997 e 1998) | 1 (1987)                    | 0               |
| Sul América                      | 1 (1991)                                | 1 (1988)        | 0                           | 0               |
| Botucatu                         | 1 (2006)                                | 1 (2007)        | 0                           | 0               |
| São Paulo                        | 1 (1997)                                | 0               | 1 (1999/2000)               | 2 (1984 e 1998) |
| Santos                           | 1 (2007)                                | 0               | 1 (2003)                    | 0               |
| Independente-PA                  | 1 (1990)                                | 0               | 0                           | 1 (1988)        |
| Santa Isabel                     | 1 (2001)                                | 0               | 0                           | 0               |
| Internacional                    | 0                                       | 1 (1985)        | 4 (1984, 1996, 1998 e 2001) | 0               |
| Atlético Mineiro                 | 0                                       | 1 (1984)        | 1 (1985)                    | 0               |
| Vila Dimas                       | 0                                       | 1 (1987)        | 1 (1988)                    | 0               |
| Duque de Caxias                  | 0                                       | 1 (2006)        | 0                           | 1 (2007)        |
| Ponto Frio                       | 0                                       | 1 (1983)        | 0                           | 0               |
| Seleção de Brasília              | 0                                       | 1 (1986)        | 0                           | 0               |
| Euroexport                       | 0                                       | 1 (1994)        | 0                           | 0               |
| Palmeiras                        | 0                                       | 1 (1999/2000)   | 0                           | 0               |
| Matonense                        | 0                                       | 1 (2001)        | 0                           | 0               |
| Seleção Brasileira Universitária | 0                                       | 0               | 1 (2003)                    | 0               |
| Corinthians                      | 0                                       | 0               | 1 (1983)                    | 1 (1997)        |
| ABA                              | 0                                       | 0               | 1 (1986)                    | 0               |
| Águas de Lindóia                 | 0                                       | 0               | 1 (1990)                    | 0               |
| AJA/Grêmio Motorola              | 0                                       | 0               | 1 (2006)                    | 0               |
| Cruzeiro                         | 0                                       | 0               | 0                           | 1 (1983)        |
| Tuna Luso                        | 0                                       | 0               | 0                           | 1 (1985)        |
| Seleção do Pará                  | 0                                       | 0               | 0                           | 1 (1987)        |
| Aliança                          | 0                                       | 0               | 0                           | 1 (1996)        |
| Grêmio                           | 0                                       | 0               | 0                           | 1 (2001)        |
| CFZ                              | 0                                       | 0               | 0                           | 1 (2003)        |